# Szovjetszkij (Mariföld)
Szovjetszkij (oroszul: Советский, mari nyelven У Роҥго) városi jellegű település Oroszországban, Mariföldön, a Szovjetszkiji járás székhelye.
Lakossága: 10 664 fő (a 2010. évi népszámláláskor).

## Fekvése
Joskar-Olától 42 km-re északkeletre, a Ronga folyó jobb partján terül el. A település mellett vezet a Joskar-Olát a Vjatka völgyével és Kirovval összekötő P-172 (magyarul R-172) jelű országút.

## Története
1935-ben a mai település helyén gépállomást kezdtek építeni, mellette fokozatosan felépültek az első házak és utcák. 1949-ben a szomszédos Fokino településen új szeszgyárat helyeztek üzembe. 1953-ban a járási székhelyet Rongából, a 18. század óta fennállt mari faluból áthelyezték Fokinóba. Erre az évre felépült a járási pártszékház és a járási tanács épülete is. 1958-ban a járási székhely nevét, majd 1960-ban a járás nevét is Szovjetszkij-re változtatták. 1961-ben átköltöztették Abasznurból, az 1915-ben keletkezett mari faluból az erdőgazdaság központját, 1969-ben pedig Rongából a járási kórházat. Szovjetszkijben az 1980-as években felépült a járási tanács, a járási bíróság épülete, a kenyérgyár, 1995-ben pedig egy több mint 1200 személyes iskola. 
Az évtizedeken át üzemelt, majd leállított fokinói szeszgyárat 2012-ben készültek újraindítani. 2009-ben ugyancsak Szovjetszkijben Novo-Fokinói Likőr- és Vodkagyár néven új gyár kezdte meg a termelést. A köztársaság legmagasabb köreinek érdekeltségébe tartozó gyár tevékenységével kapcsolatban 2014-ben a cégbíróságon panaszt nyújtottak be.